# Sherlock Holmes (filme de 2009)
Sherlock Holmes (bra/prt: Sherlock Holmes) é um filme estadunidense-alemão de 2009, dirigido por Guy Ritchie e estrelado por Robert Downey Jr., Jude Law, Rachel McAdams, Mark Strong e Kelly Reilly. O filme é inspirado na figura de Sherlock Holmes, famoso personagem de Sir Arthur Conan Doyle.
O Filme foi vencedor no Globo de Ouro de Melhor Ator - Comédia ou musical Robert Downey Jr.

## Elenco
- Robert Downey Jr. como Sherlock Holmes
- Jude Law como Dr. John H. Watson
- Rachel McAdams como Irene Adler
- Mark Strong como Lorde Blackwood
- Kelly Reilly como Mary Morstan
- Eddie Marsan como Inspetor Lestrade
- Hans Matheson como Lorde Coward
- William Hope como John Standish
- Geraldine James como Sra. Hudson
- Joe Egan como Big Joe
- David Garrick como McMurdo
- James A. Stephens - Capitão Philips
- Nota: o diretor se negou a dizer quem dublou o professor Moriarty durante sua única aparição no filme. Em Sherlock Holmes: A Game of Shadows Jared Harris interpreta o Professor Moriarty.

## Dublagem brasileira
- Estúdio de dublagem: Delart[4]

## Recepção
Shelock Holmes teve uma recepção mista para positiva por parte da crítica especializada. Em base de 34 avaliações profissionais, alcançou uma pontuação de 57/100 no Metacritic. No Rotten Tomatoes possui um índice de 70% de aprovação.